# Baranyajenő
Baranyajenő (németül: Jening) község Baranya vármegyében, a Hegyháti járásban.

## Fekvése
Sásdtól nyugat-északnyugatra terül el, központján a Pécs-Kaposvár közti 66-os főút húzódik végig. Nyugati határszélén ágazik ki a főútból egy közel 12 kilométer hosszú mellékút, a 66 101-es út, Baranyaszentgyörgy, Tormás és Szágy településekre.

## Története
Baranyajenő és környéke már az ókorban lakott hely volt, a falu határában római korból származó leletanyag került felszínre.
A település egykor a Jenő törzsbeliek lakhelye volt; neve is erre utal.
Fennmaradt oklevelek 1283-ban említették először Jenew írásmóddal. Baranyajenő (Jenő) birtokosai a nyúlszigeti (Margit-sziget) apácák voltak, akiknek kolostoruk is állt itt egykor. Később a pálos rend szerzetesei is megtelepedtek a faluban.
A török hódoltság alatt vár épült a mai templom Várdombnak nevezett helyén. A magyarlakta falu a hódoltság alatt sem néptelenedett el. Földesura akkor a pécsi püspök volt, s a Jankovich családnak is volt birtoka a település határában. Később, az 1760-as években lotaringiai németek telepedtek le a községben.
1945 után a németek többségét kitelepítették a faluból.

## Közélete

### Polgármesterei
- 1990–1994: Mátis János (független)[3]
- 1994–1998: Bakurecz József (független)[4]
- 1998–2002: Bakurecz József (független)[5]
- 2002–2006: Bakurecz József (független)[6]
- 2006–2010: Bakurecz József (független)[7]
- 2010–2014: Bakurecz József (független)[8]
- 2014–2016: Balogh Csaba (független)[9]
- 2016–2019: Balogh Csaba (független)[10]
- 2019–2024: Balogh Csaba (független)[11]
- 2024– : Balogh Csaba (független)[1]

A településen 2016. április 3-án időközi polgármester-választást (és képviselő-testületi választást) tartottak, az előző képviselő-testület önfeloszlatása miatt. A választáson a hivatalban lévő polgármester is elindult, és meg is erősítette pozícióját.

## Népesség
A település népességének változása:
| Lakosok száma | 442  | 439  | 412  | 416  | 424  | 404  | 395  | 392  |
|               | 2013 | 2014 | 2015 | 2019 | 2021 | 2022 | 2023 | 2024 |

A 2011-es népszámlálás során a lakosok 96,6%-a magyarnak, 40,3% cigánynak, 2,5% németnek, 0,2% románnak, 0,2% szerbnek mondta magát (3,4% nem nyilatkozott; a kettős identitások miatt a végösszeg nagyobb lehet 100%-nál). A vallási megoszlás a következő volt: római katolikus 81,2%, református 0,7%, evangélikus 2%, felekezeten kívüli 0,7% (15,4% nem nyilatkozott).
2022-ben a lakosság 91,8%-a vallotta magát magyarnak, 18,3% cigánynak, 1,2% németnek, 0,2% ukránnak, 0,2% szlováknak, 0,5% egyéb, nem hazai nemzetiségűnek (7,7% nem nyilatkozott; a kettős identitások miatt a végösszeg nagyobb lehet 100%-nál). Vallásuk szerint 38,9% volt római katolikus, 1% evangélikus, 0,5% református, 2% egyéb keresztény, 1% egyéb katolikus, 15,1% felekezeten kívüli (41,6% nem válaszolt).

## Nevezetességei

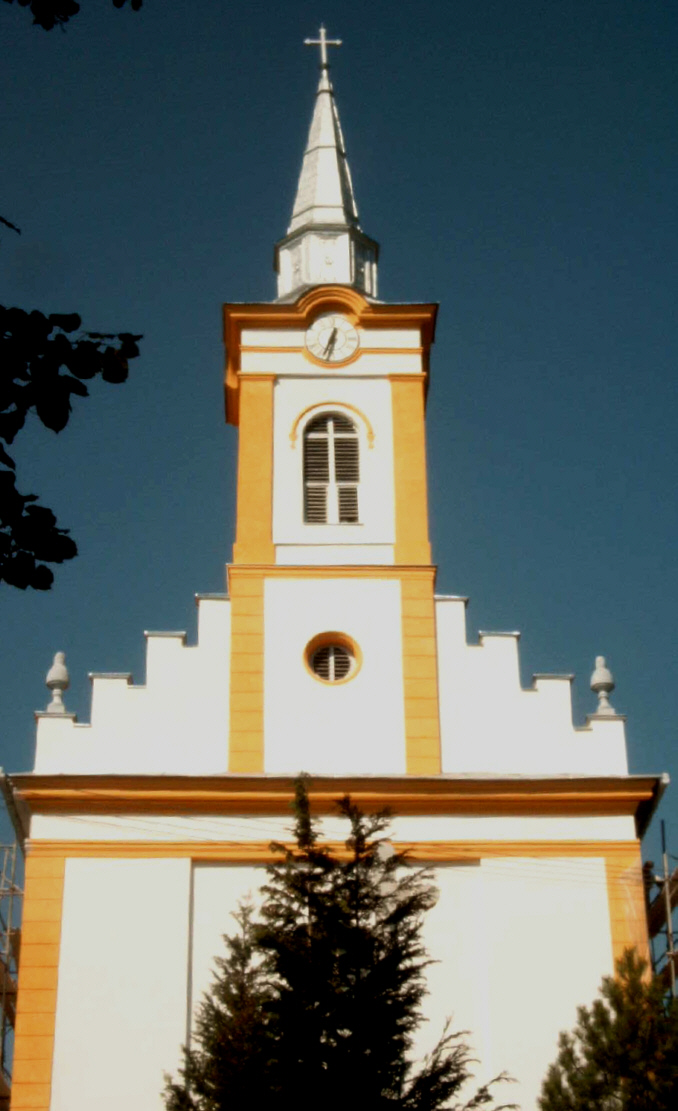
a katolikus templom 2003-ban

- Római katolikus templom - 1822-ben épült klasszicista stílusban, majd később részben romantikus stílusúvá alakították át.